# 国際医療専門学校
国際医療専門学校（こくさいいりょうせんもんがっこう、英語 : International Medical College）とは、埼玉県さいたま市桜区田島にある専修学校。設置者は浦和学院高等学校などを運営している学校法人明星学園。

## 概要
当初は高等課程（一般の高等学校に相当）を置く高等専修学校として開校し、その後専門課程（一般の専門学校に相当）を設置した。高等課程と専門課程の一部学科は廃止され、現在は看護学科と臨床検査学科を置く専修学校である。
卒業すると、看護学科は看護師国家試験、保健師・助産師学校養成所の受験資格が、臨床検査学科は臨床検査技師国家試験の受験資格がそれぞれ得られる。

## 設置課程・学科
- 専門課程
  - 看護学科（3年制）
  - 臨床検査学科（3年制）

## 沿革
- 1987年 - 現在地に浦和学院情報専修学校（高等課程）を開校[1]。
- 1990年 - 校名を浦和学院情報経理専門学校に改称。専門課程にビジネス科、情報経理科を新設。
- 1991年 - 校名を浦和学院専門学校に改称。専門課程に建築工学科、総合造形科を新設。
- 1993年 - 専門課程に看護学科を新設。
- 1995年 - 高等課程の情報処理科を商業科に、専門課程の情報経理科をOAビジネス科に、建築工学科を建築学科に、総合造形科をデザインアート科に改称。
- 1997年 - 高等課程に電気工事士科を新設
- 2000年 - デザインアート科の募集停止。OAビジネス科を医療情報科と福祉情報科に改編、建築学科を福祉建築学科に改称
- 2001年 - 医療情報科、福祉情報科の募集停止
- 2002年 - 福祉建築学科の募集停止
- 2003年 - 高等課程の募集停止
- 2022年 - 学校法人恵済学園を吸収合併。東武医学技術専門学校と統合して臨床検査学科を新設し、「浦和学院専門学校」から「国際医療専門学校」へ校名変更[2]。施設を全面リニューアル[3]。

## 交通
- JR武蔵野線「西浦和駅」より徒歩5分

## 併設校
- 関東福祉専門学校
- 浦和学院高等学校
- 明星幼稚園